# 마야마촌 (미야기현)
마야마촌(真山村)은 1954년까지 미야기현 다마쓰쿠리군 동남부에 있던 촌이다. 현재의 오사키시에 해당한다.

## 역사
- 1889년 4월 1일 - 정촌제 시행과 함께  2촌이 합병해 마야마촌이 성립하였다.
- 1954년 4월 1일 - 이와데야마정, 이치쿠리촌, 니시오사키촌과 합병해 새로운 이와데야마정이 되었다.

## 참고문헌
- 『宮城県町村合併誌』（宮城県地方課、1958년）
- 昭和『岩出山町史』上巻（宮城県玉造郡岩出山町、1970년）
- 昭和『岩出山町史』下巻（宮城県玉造郡岩出山町、1970년）